# 모노와이

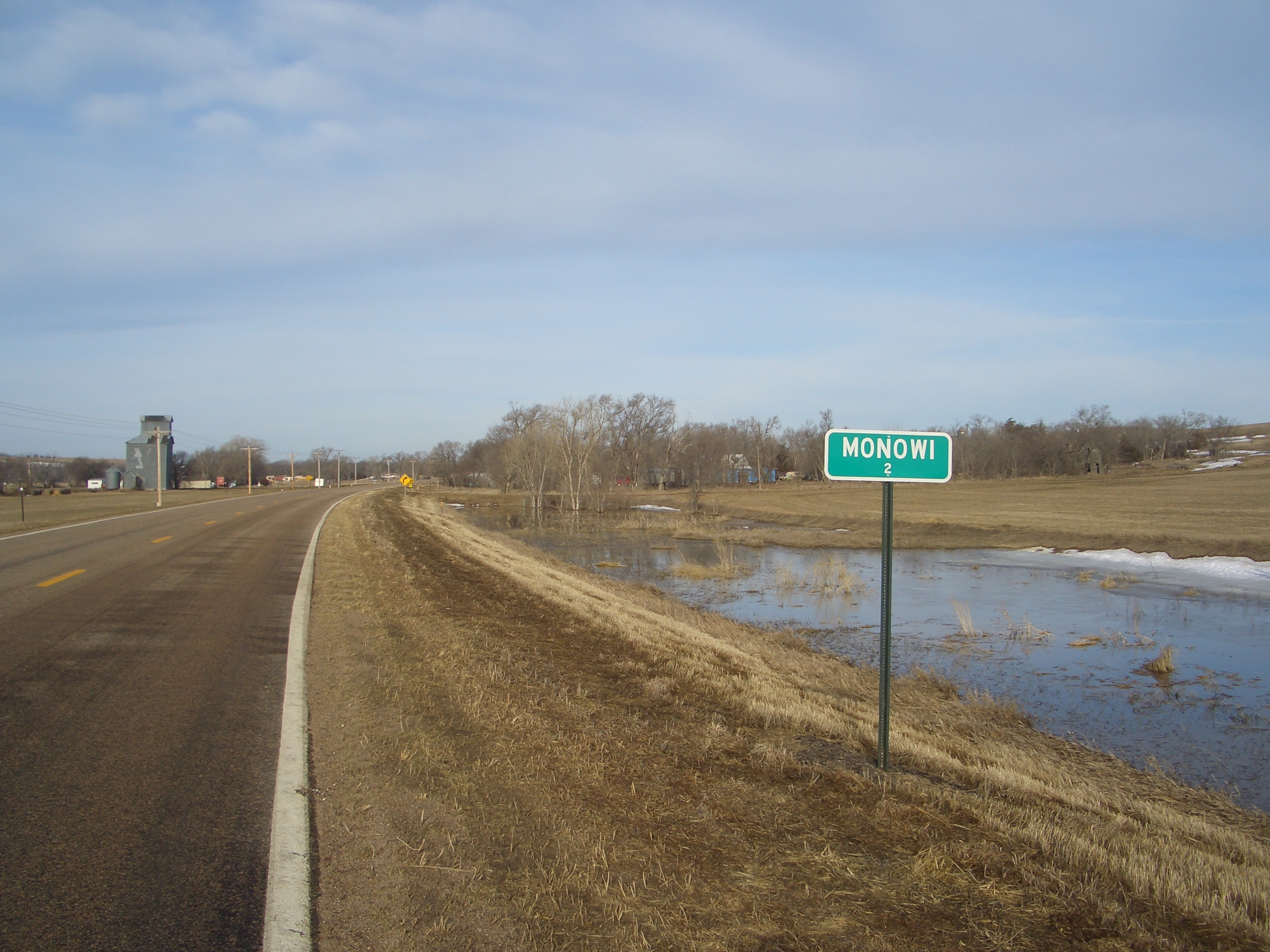

모노위(영어: Monowi)는 미국 네브래스카주 보이드군의 도시로, 인구는 엘시 에일러 1명이다. 모노와이는 세계에서 가장 인구가 적은 도시다.

## 역사
모노위는 1930년대 미국 동서횡단 철도연결로 생겨났다. 이 도시는 여러 시설이 잘 갖춰진 도시였다. 하지만 제 2차 세계대전의 영향으로 농업경제가 무너지고 여러 상점도 1967~1970년 사이 모두 문을 닫았고, 4년뒤엔 학교까지 사라졌다. 엘시 에일러의 두 자녀도 70년대 중반에 일자리를 찾겠다며 모노위를 떠났다. 그리고 2004년 엘시의 남편인 루디까지 사망하고 이 도시에는 엘시만 남았다고 한다. 하지만 2020년에도 엘시는 모노위를 떠날 마음이 없다고 한다.

## 지리
전부 평지이고 주변에 작은 언덕이있다.

## 교통
모노위 안에 작은 비포장도로가 몇게 있고,모노위와 다른 도시들을 연결하는 도로가 있다.

## 인구
| 인구조사                            | 인구 | Note  | %±     |
| ----------------------------------- | ---- | ----- | ------ |
| 1910년                              | 109  |       | —      |
| 1920년                              | 100  |       | −8.3%  |
| 1930년                              | 123  |       | 23.0%  |
| 1940년                              | 99   |       | −19.5% |
| 1950년                              | 67   |       | −32.3% |
| 1960년                              | 40   |       | −40.3% |
| 1970년                              | 16   |       | −60.0% |
| 1980년                              | 18   |       | 12.5%  |
| 1990년                              | 6    |       | −66.7% |
| 2000년                              | 2    |       | −66.7% |
| 2010년                              | 1    |       | −50.0% |
| 2019 (추산)                         | 1    | [ 1 ] | 0.0%   |
| U.S. Decennial Census 2012 Estimate |      |       |        |

## 같이 보기
- 핀델리